# Korona świętego Edwarda

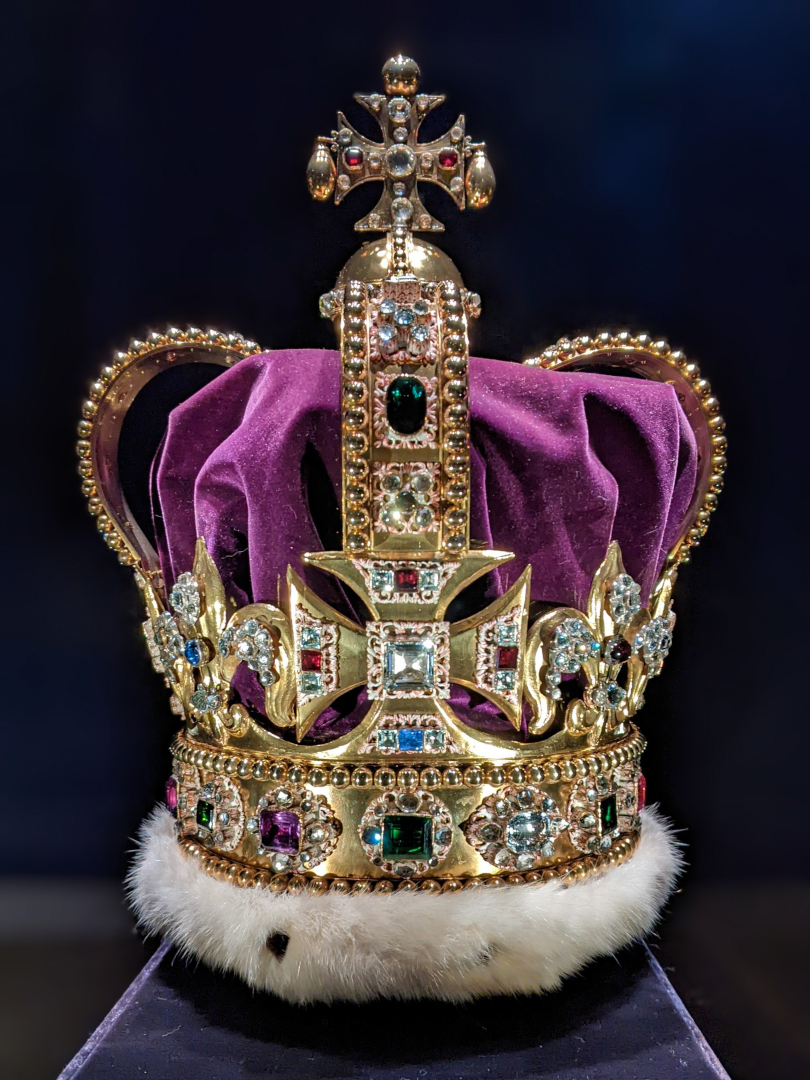
Korona św. Edwarda

Korona świętego Edwarda – brytyjska korona, główne insygnium Klejnotów Koronnych Zjednoczonego Królestwa, tradycyjnie używana podczas koronacji władców Anglii i Wielkiej Brytanii od XIII w.

## Historia
Edward Wyznawca nosił swoją koronę w czasie najważniejszych świąt kościelnych. Po jego śmierci korona przechowywana była w opactwie westminsterskim, a po uznaniu króla świętym traktowana była jako relikwia i używana podczas królewskich koronacji.
Podczas angielskiej wojny domowej korona, uznana za symbol "obrzydliwych rządów królów", została sprzedana i najprawdopodobniej zniszczona.
Po restauracji monarchii królewski złotnik Robert Vyner w 1661 r. wykonał nową koronę św. Edwarda, odwzorowując wygląd średniowiecznego oryginału, choć zmieniając wygląd zwieńczenia. Tej korony użyto podczas koronacji Karola II i jego następców: Jakuba II i Wilhelma III. Kolejni władcy koronowani byli innymi insygniami, wykonywanymi najczęściej specjalnie na tę okazję, choć podczas ceremonii korona św. Edwarda była zazwyczaj złożona na ołtarzu opactwa. 
Do tradycji powrócono w 1911, gdy koroną św. Edwarda został ukoronowany Jerzy V. Została ona również użyta podczas koronacji jego następców: Jerzego VI, Elżbiety II i Karola III.
Korona przechowywana jest w twierdzy Tower of London, obok innych insygniów królewskich. 
Według prawa brytyjskiego, koronę mogą trzymać w dłoniach tylko trzy osoby: monarcha Zjednoczonego Królestwa, arcybiskup Canterbury oraz jubiler koronny. 

## Opis
Korona wykonana jest z 22-karatowego złota i waży 2,23 kg. Składa się z owalnej obręczy zwieńczonej czterema Fleur-de-lis i czterema krzyżami kawalerskimi. Korona zamknięta jest dwoma kabłąkami, podtrzymującymi złoty glob z krzyżykiem. Całość wysadzana jest 444 szlachetnymi i półszlachetnymi kamieniami, wśród których znajduje się 345 akwamarynów, 37 topazów, 27 turmalinów, 12 rubinów, 7 ametystów, 6 szafirów, 1 granat, 1 spinel.

## Wizerunek
Wizerunek korony świętego Edwarda, jako najważniejszego insygnium koronacyjnego, jest powszechnie używanym symbolem, reprezentującym osobę monarchy i jego zwierzchność nad wieloma instytucjami. Jest częścią herbu króla Karola III i jego osobistego monogramu oraz herbów niektórych państw, których jest suwerenem. Należała także do herbu i monogramu królowej Elżbiety II. Korona widnieje również w emblematach m.in. Brytyjskich Sił Zbrojnych, policji, brytyjskiej straży przybrzeżnej, Royal Mail.

## Galeria

Korona świętego Edwarda w herbie Elżbiety II
Monogram Elżbiety II zwieńczony koroną świętego Edwarda
Flaga konsularna Zjednoczonego Królestwa
Herb Kanady zwieńczony koroną świętego Edwarda
Herb Nowej Zelandii zwieńczony koroną świętego Edwarda